# ترمباس
ترمباس (به صربی: Trmbas) یک منطقهٔ مسکونی در صربستان است که در کراگویواتس واقع شده‌است. ترمباس ۸۱۴ نفر جمعیت دارد و ۲۸۰ متر بالاتر از سطح دریا واقع شده‌است.